# Aérodrome de Kymi

L'Aérodrome de Kymi est un aérodrome situé à Kotka en Finlande.
Le Musée de l'aviation du club aérien de Karhula est situé dans l'aérodrome.